# Heliga Kyrillos och Methodios kyrka, Zemun
Heliga Kyrillos och Methodios kyrka (serbisk kyrilliska: Храм Светог Кирила и Методија; latinska: Hram Svetog Kirila i Metodija) är en serbisk-ortodox kyrkobyggnad belägen vid i kommunen Zemun i Serbiens huvudstad, Belgrad.
Kyrkan är helgad åt de bysantinska missionärerna och helgonen Kyrillos och Methodios. Den tillhör det serbisk-ortodoxa stiftet Srems stift.

## Historik
Heliga Kyrillos och Methodios kyrka i Zemun började att byggas år 2003 och stod klar 2008. Den byggdes enligt ritningar av arkitekt Slavko Lukić.

## Kyrkan

### Exteriör
- Kyrkan är 28 meter lång, 22 meter bred och 31 meter hög.[2][1]

### Interiör och inventarier
- Kyrkan är enskeppig.[2]
- Freskerna tillverkades av Dragan Marunić.[2]